# Boris Barnet
Boris Barnet (russisk: Бори́с Васи́льевич Ба́рнет) (født 18. juni 1902 i Moskva, Det Russiske Kejserrige, død 8. januar 1965 i Riga, i Sovjetunionen) var en sovjetisk filminstruktør, skuespiller og manuskriptforfatter.

## Filmografi
Som instruktør
- Miss Mend (Мисс Менд, 1926, skuespiller, instruktør og manuskriptforfatter)[1]
- Moskva v Oktjabre (Москва в Октябре, 1927)
- Pige med en æske (Девушка с коробкой, 1927, instruktør)[2][3]
- Hus på Trubnaja (Дом на Трубной, 1928)[4][5]
- Tøbrud (Ледолом, 1931)
- Udkant (Окра́ина, 1933)
- Ved det blå hav (У самого синего моря, 1936)
- Flink fyr (Славный малый, 1942)
- En nat (Однажды ночью, 1944)
- Den hemmelige agents opgave (Подвиг разведчика, 1947)
- Gavmild sommer (Щедрое лето, 1951)
- Ljana (Ляна, 1955)
- Poeten (Поэт, 1956)
- Borets i kloun (Борец и клоун, 1957)
- Annusjka (Аннушка, 1959)
- Aljonka (Алёнка, 1961)
- Polustanok (Полустанок, 1963)

Som skuespiller
- Hr. Wests ekstraordinære eventyr i bolsjevikkernes land (1924)